# Leptomenes stevensoni
Leptomenes stevensoni är en stekelart som beskrevs av Giordani Soika 1976. Leptomenes stevensoni ingår i släktet Leptomenes och familjen Eumenidae. Inga underarter finns listade i Catalogue of Life.